# Ploaghe
Ploaghe (sardisk: Piàghe) er en by og en kommune (comune) i provinsen Sassari i regionen Sardinien i Italien. Byen ligger i 427 meters højde og har 4.538 indbyggere (2016). Kommunen har et areal på 96,27 km² og grænser til kommunerne Ardara, Chiaramonti, Codrongianos, Nulvi, Osilo og Siligo.